# Лиска (притока Житави)
Лиска (словац. Liska) — річка в Словаччині, ліва притока Житави, протікає в округах Левиці і Спішска Нова Вес.
Довжина — 22 км.
Витік знаходиться в масиві Гронські пагорби на висоті 195 метрів біля села Тегла.
Впадає у Житаву біля села Гул.